# Dmytro Raskin
Dmytro Leonidowitsch Raskin (ukrainisch Раскін Дмитро Леонідович, hebräisch רסקין דמיטרי'; * 9. Januar 1995 in Odessa, Ukraine) ist ein ehemaliger ukrainischer und israelischer Judoka sowie Sambo-Kämpfer. Er war Mitglied der ukrainischen Nationalmannschaft von 2009 bis 2019 und trat international in den Gewichtsklassen –66 kg und –73 kg an.

## Karriere
Raskin begann seine sportliche Laufbahn im Judo und Sambo in Odessa. 2009 wurde er in die ukrainische Jugendnationalmannschaft aufgenommen und stieg später in die Junioren- und Seniorenklassen auf.
2014 gewann er eine Bronzemedaille bei den Europäischen Junioren-Judo-Meisterschaften in Bukarest in der Gewichtsklasse –66 kg. Im selben Jahr siegte er beim European Cup U21 in Prag. Zudem war er Teil des ukrainischen Teams, das bei den Junioren-Weltmeisterschaften eine Bronzemedaille im Mannschaftswettbewerb errang.
2017 trat Raskin für Israel an und wurde israelischer Meister in seiner Gewichtsklasse.
Im Sambo errang er Medaillen bei den Europäischen Sambo-Meisterschaften (Silber und Bronze) sowie eine Bronzemedaille bei den Welt-Sambo-Meisterschaften.

## Erfolge

### Judo
- Bronzemedaille – Europäische Junioren-Judo-Meisterschaften 2014 in Bukarest[1]
- Goldmedaille – European Cup U21 Prag 2014[1]
- Israelischer Meister – 2017[1]
- Bronzemedaille – Mannschaftswettbewerb bei den Junioren-Weltmeisterschaften im Judo 2014[1]

### Sambo
- Silbermedaille – Europäische Sambo-Meisterschaften 2014[2]
- Bronzemedaille – Europäische Sambo-Meisterschaften 2014[2]
- Bronzemedaille – Welt-Sambo-Meisterschaften 2014[2]

## Ausbildung
Er erwarb 2015 den akademischen Grad eines Magisters an der Nationalen Juristischen Akademie Odessa mit Schwerpunkt auf internationalem Recht. Zudem erlangte er 2020 den Bachelorabschluss an der Südukrainischen Nationalen Pädagogischen Universität K. D. Uschynsky im Fach Judo-Trainerwesen und Sportmarketing. An derselben Universität arbeitet er seit 2020 an seiner Doktorarbeit (Ph.D.) im Bereich der Sportwissenschaften.